# Bartomeu Caldentei
Bartomeu Caldentei (Felanitx, 1447— Palma, 1500) fou un teòleg, lul·lista i mestre de l'Estudi General de Mallorca.
Estudià a Nàpols i París, on rebé el grau de mestre en teologia. El 1475 rebé un benefici a la Seu de Mallorca on exercí com a mestre en sagrada teologia. El 1477 fou ordenat prevere. Passà a l'Escola Lul·liana de Barcelona (1479) on fou deixeble de Pere Daguí i obtingué el títol de mestre en ciència lul·lística. Amb l'ajut del lul·lista Francesc Prats obrí (1480) una escola d'humanistes i lul·lians, que el 1485 fou traslladada a Miramar (Valldemossa), restaurant el Col·legi de Miramar fundat per Ramon Llull. Fou enviat tres vegades al rei pels jurats de Mallorca per a resoldre afers importants. Juntament amb Nicolau Calafat fundà la primera impremta de Mallorca, que durà fins al 1490 i finançà l'edició del Tractatus de regulis mandatorum (1485), de Jean Gerson, les doctrines del qual l'havien influït profundament. Tengué una escola lul·liana privada a Ciutat. Succeí Pere Daguí en la càtedra lul·liana (1500) fundada a Mallorca per Agnès Quint, però poc després morí.